# Goryczka

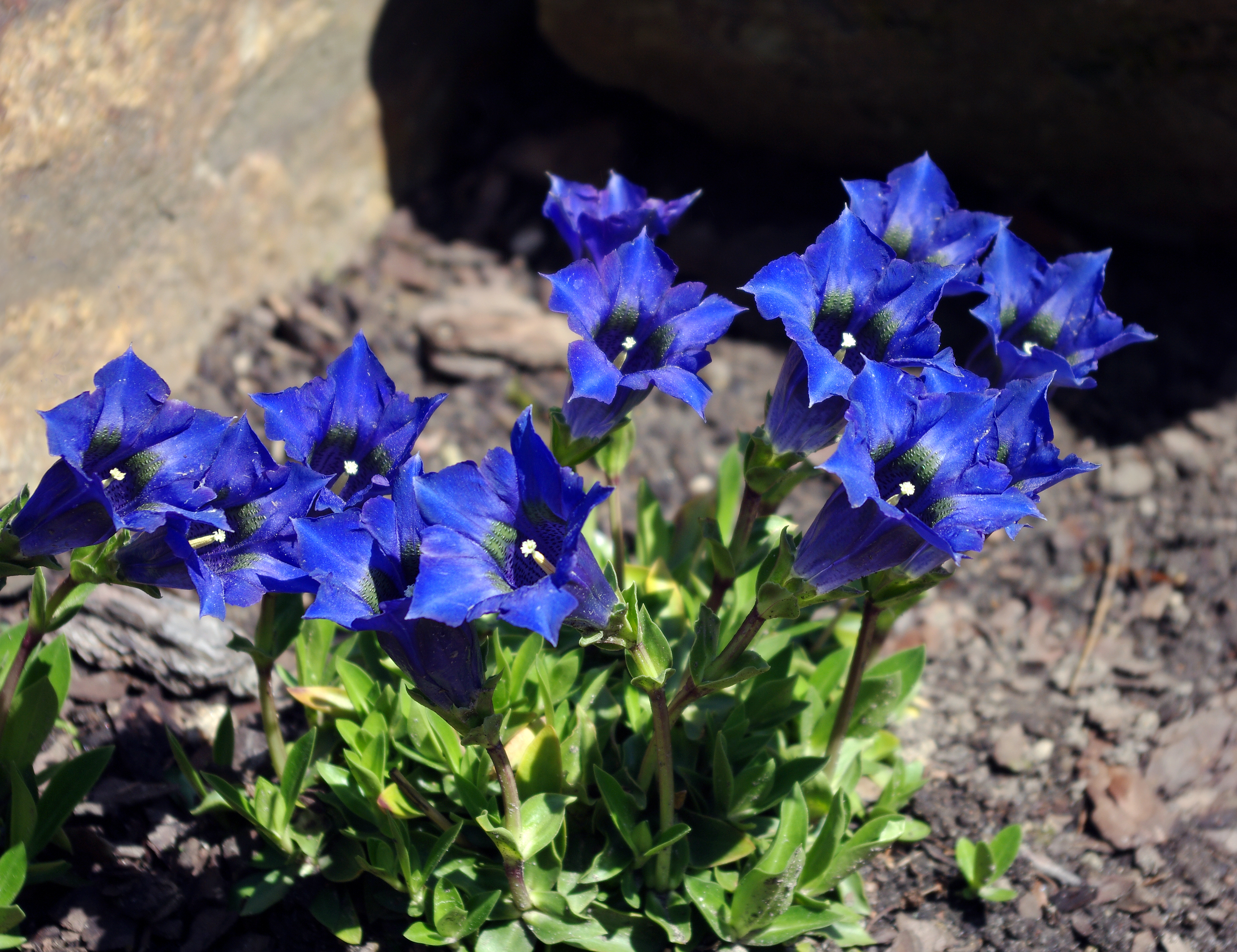
Goryczka dynarska

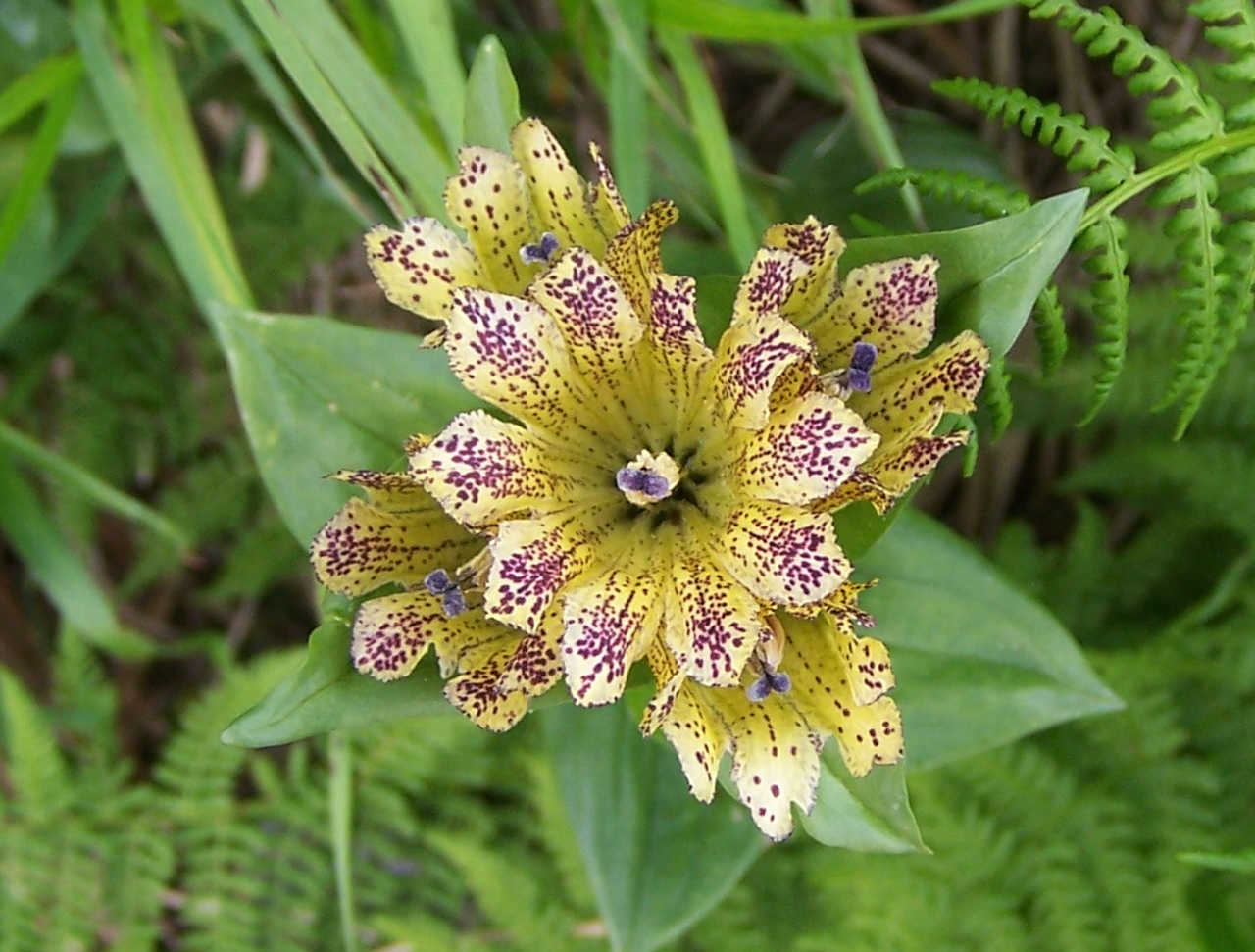
Goryczka kropkowana

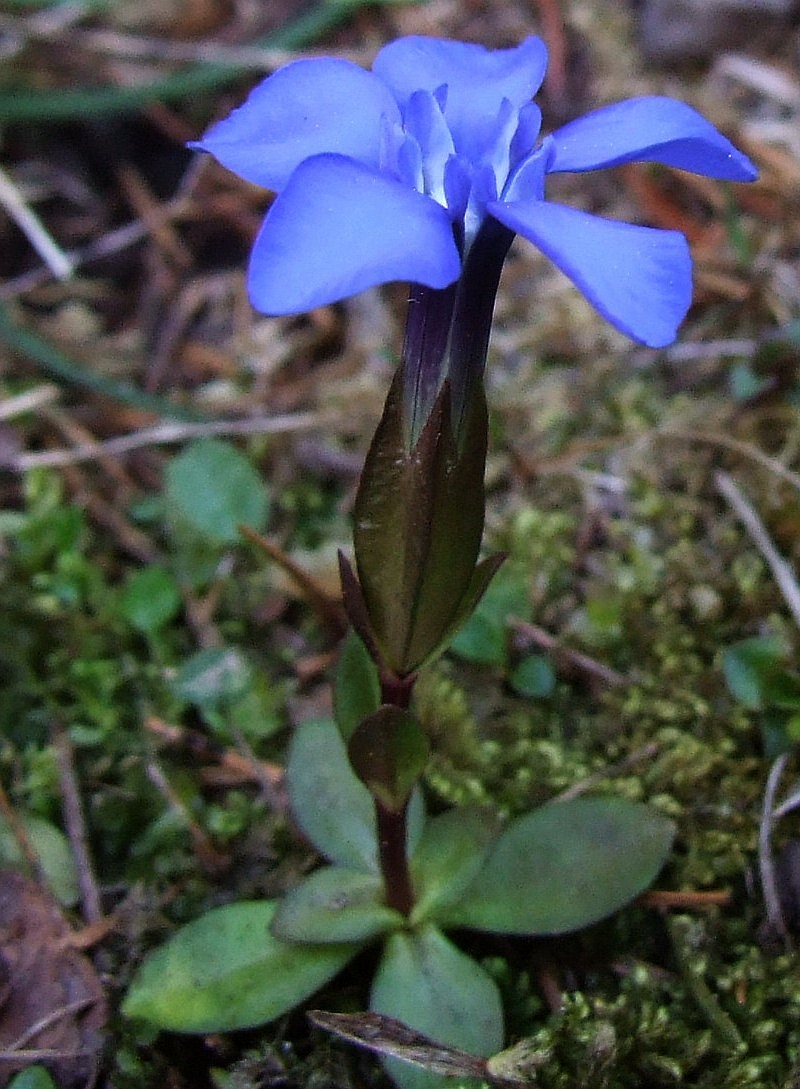
Goryczka wiosenna

Goryczka  (Gentiana L.) – rodzaj roślin zielnych z rodziny goryczkowatych. Rodzaj ten obejmuje ok. 335–400 gatunków. Występują one na całym świecie, głównie w klimacie umiarkowanym, na obszarach górskich. Zasiedlają alpejskie łąki, miejsca skaliste, bagna i widne lasy. Pochodzenie naukowej nazwy Gentiana wiązane jest z imieniem króla Ilirii z II w. p.n.e. Gentiosa, któremu przypisywano odkrycie leczniczych właściwości tych roślin. Rośliny znajdują zastosowanie lecznicze, w szczególności goryczka żółta, używana także do barwienia likierów.

## Rozmieszczenie geograficzne
Zasięg rodzaju obejmuje całą strefę umiarkowaną półkuli północnej. W strefie międzyzwrotnikowej obejmuje obszary górskie – w południowej Azji sięgając po Nową Gwineę i wschodnią Australię oraz w Ameryce Środkowej i wzdłuż obszarów górskich Ameryki Południowej do jej południowej części włącznie z Falklandami. Ogromna większość gatunków rośnie w Azji – ok. 300, z czego w Chinach ok. 250. W Europie występuje 29 gatunków (z czego 8 w Polsce). Na innych kontynentach poza Eurazją występują bardzo nieliczne gatunki, w Afryce rodzaj reprezentowany jest tylko w Maroku. 
Gatunki flory Polski
- goryczka kropkowana Gentiana punctata L.
- goryczka krótkołodygowa Gentiana clusii J.O.E. Perrier & Song.
- goryczka krzyżowa Gentiana cruciata L.
- goryczka przezroczysta Gentiana frigida Haenke
- goryczka wąskolistna Gentiana pneumonanthe L.
- goryczka wiosenna Gentiana verna L.
- goryczka trojeściowa Gentiana asclepiadea L.
- goryczka śniegowa Gentiana nivalis L.

W 2017 roku odnaleziono, a w 2023 ogłoszono odkrycie w polskich Tatrach na dwóch stanowiskach Gentiana orbicularis Schur (≡ Gentiana brachyphylla subsp. favratii).

## Morfologia
PokrójPrzeważnie byliny kłączowe, rzadziej rośliny roczne lub dwuletnie. Zwykle są to niskie rośliny alpejskie, ale należą tu też gatunki osiągające do 1,5 m wysokości. Pędy są prosto wzniesione lub podnoszące się, z łodygami często kreskowanymi lub kanciastymi. Niektóre gatunki mają system korzeniowy wiązkowy, inne palowy, z tęgim i drewniejącym korzeniem, czasem występuje kilka zgrubiałych korzeni.
LiścieNaprzeciwległe (rzadko okółkowe lub skupione w rozecie przyziemnej), całobrzegie, siedzące, zwykle nagie.
KwiatyWyrastają pojedynczo lub po kilka skupionych w wierzchotkach, czasem dodatkowo skupionych w szczytowym lub okółkowym kwiatostanie złożonym. Kwiaty są duże, promieniste, zwykle pięciokrotne (rzadko 4-, 6–8-krotne) o koronie zrosłopłatkowej, rurkowatej, dzwonkowatej lub lejkowatej, różnie zabarwionej. W pąku płatki korony skręcone. Kielich zrosłodziałkowy, z ząbkami nitkowatymi do jajowatych i wyraźnymi wiązkami przewodzącymi. Pręcików jest 5, ich pylniki są zwykle okazałe, a nitki przyrośnięte do nasady rurki korony, u nasady oskrzydlone. Zalążnia górna (siedząca lub wyniesiona na gynoforze), dwukomorowa. Znamiona tęgiego i krótkiego zwykle słupka są 2-łatkowe lub 2-wrębne, rzadziej szyjka jest nitkowato wydłużona. Cechą charakterystyczną, różniącą goryczki od podobnego rodzaju goryczuszka jest występowanie w koronie wyrostków między łatkami i brak rzęsek w gardzieli korony.
OwocWielonasienna, walcowata lub elipsoidalna torebka otwierająca się dwiema klapami. Nasiona często oskrzydlone.

## Systematyka
Pozycja systematyczna
Rodzaj z rodziny goryczkowatych (Gentianaceae), z plemienia Gentianeae i podplemienia Gentianinae.
Rodzajem siostrzanym względem Gentiana jest Tripterospermum. Rodzaje te rozdzieliły się 9,45 miliona lat temu. Oba tworzą jeden z dwóch głównych kladów w obrębie podplemienia Swertiinae. Do drugiego kladu należy kilka rodzajów obejmujących gatunki w tradycyjnym, szerokim ujęciu zaliczane do Gentiana takie jak: Gentianopsis, goryczuszka Gentianella i Comastoma.
Relacje filogenetyczne w obrębie podplemienia Swertiinae
|  | Tripterospermum     |
|  |                     |
|  | Gentiana – goryczka |
|  |                     |

|  | Gentianella – goryczuszka                                  |
|  |                                                            |
|  | \| \| Lomatogonium \| \| \| \| \| \| Comastoma \| \| \| \| |
|  |                                                            |
|  | Lomatogonium                                               |
|  |                                                            |
|  | Comastoma                                                  |
|  |                                                            |

|  | Lomatogonium |
|  |              |
|  | Comastoma    |
|  |              |

|  | Gentianella – goryczuszka                                  |
|  |                                                            |
|  | \| \| Lomatogonium \| \| \| \| \| \| Comastoma \| \| \| \| |
|  |                                                            |
|  | Lomatogonium                                               |
|  |                                                            |
|  | Comastoma                                                  |
|  |                                                            |

|  | Lomatogonium |
|  |              |
|  | Comastoma    |
|  |              |

|  | Gentianella – goryczuszka                                  |
|  |                                                            |
|  | \| \| Lomatogonium \| \| \| \| \| \| Comastoma \| \| \| \| |
|  |                                                            |
|  | Lomatogonium                                               |
|  |                                                            |
|  | Comastoma                                                  |
|  |                                                            |

|  | Lomatogonium |
|  |              |
|  | Comastoma    |
|  |              |

|  | Gentianella – goryczuszka                                  |
|  |                                                            |
|  | \| \| Lomatogonium \| \| \| \| \| \| Comastoma \| \| \| \| |
|  |                                                            |
|  | Lomatogonium                                               |
|  |                                                            |
|  | Comastoma                                                  |
|  |                                                            |

|  | Lomatogonium |
|  |              |
|  | Comastoma    |
|  |              |

|  | Gentianella – goryczuszka                                  |
|  |                                                            |
|  | \| \| Lomatogonium \| \| \| \| \| \| Comastoma \| \| \| \| |
|  |                                                            |
|  | Lomatogonium                                               |
|  |                                                            |
|  | Comastoma                                                  |
|  |                                                            |

|  | Lomatogonium |
|  |              |
|  | Comastoma    |
|  |              |

|  | Gentianella – goryczuszka                                  |
|  |                                                            |
|  | \| \| Lomatogonium \| \| \| \| \| \| Comastoma \| \| \| \| |
|  |                                                            |
|  | Lomatogonium                                               |
|  |                                                            |
|  | Comastoma                                                  |
|  |                                                            |

|  | Lomatogonium |
|  |              |
|  | Comastoma    |
|  |              |

|  | Gentianella – goryczuszka                                  |
|  |                                                            |
|  | \| \| Lomatogonium \| \| \| \| \| \| Comastoma \| \| \| \| |
|  |                                                            |
|  | Lomatogonium                                               |
|  |                                                            |
|  | Comastoma                                                  |
|  |                                                            |

|  | Lomatogonium |
|  |              |
|  | Comastoma    |
|  |              |

|  | Gentianella – goryczuszka                                  |
|  |                                                            |
|  | \| \| Lomatogonium \| \| \| \| \| \| Comastoma \| \| \| \| |
|  |                                                            |
|  | Lomatogonium                                               |
|  |                                                            |
|  | Comastoma                                                  |
|  |                                                            |

|  | Lomatogonium |
|  |              |
|  | Comastoma    |
|  |              |

|  | Tripterospermum     |
|  |                     |
|  | Gentiana – goryczka |
|  |                     |

|  | Gentianella – goryczuszka                                  |
|  |                                                            |
|  | \| \| Lomatogonium \| \| \| \| \| \| Comastoma \| \| \| \| |
|  |                                                            |
|  | Lomatogonium                                               |
|  |                                                            |
|  | Comastoma                                                  |
|  |                                                            |

|  | Lomatogonium |
|  |              |
|  | Comastoma    |
|  |              |

|  | Gentianella – goryczuszka                                  |
|  |                                                            |
|  | \| \| Lomatogonium \| \| \| \| \| \| Comastoma \| \| \| \| |
|  |                                                            |
|  | Lomatogonium                                               |
|  |                                                            |
|  | Comastoma                                                  |
|  |                                                            |

|  | Lomatogonium |
|  |              |
|  | Comastoma    |
|  |              |

|  | Gentianella – goryczuszka                                  |
|  |                                                            |
|  | \| \| Lomatogonium \| \| \| \| \| \| Comastoma \| \| \| \| |
|  |                                                            |
|  | Lomatogonium                                               |
|  |                                                            |
|  | Comastoma                                                  |
|  |                                                            |

|  | Lomatogonium |
|  |              |
|  | Comastoma    |
|  |              |

|  | Gentianella – goryczuszka                                  |
|  |                                                            |
|  | \| \| Lomatogonium \| \| \| \| \| \| Comastoma \| \| \| \| |
|  |                                                            |
|  | Lomatogonium                                               |
|  |                                                            |
|  | Comastoma                                                  |
|  |                                                            |

|  | Lomatogonium |
|  |              |
|  | Comastoma    |
|  |              |

|  | Gentianella – goryczuszka                                  |
|  |                                                            |
|  | \| \| Lomatogonium \| \| \| \| \| \| Comastoma \| \| \| \| |
|  |                                                            |
|  | Lomatogonium                                               |
|  |                                                            |
|  | Comastoma                                                  |
|  |                                                            |

|  | Lomatogonium |
|  |              |
|  | Comastoma    |
|  |              |

|  | Gentianella – goryczuszka                                  |
|  |                                                            |
|  | \| \| Lomatogonium \| \| \| \| \| \| Comastoma \| \| \| \| |
|  |                                                            |
|  | Lomatogonium                                               |
|  |                                                            |
|  | Comastoma                                                  |
|  |                                                            |

|  | Lomatogonium |
|  |              |
|  | Comastoma    |
|  |              |

|  | Gentianella – goryczuszka                                  |
|  |                                                            |
|  | \| \| Lomatogonium \| \| \| \| \| \| Comastoma \| \| \| \| |
|  |                                                            |
|  | Lomatogonium                                               |
|  |                                                            |
|  | Comastoma                                                  |
|  |                                                            |

|  | Lomatogonium |
|  |              |
|  | Comastoma    |
|  |              |

|  | Gentianella – goryczuszka                                  |
|  |                                                            |
|  | \| \| Lomatogonium \| \| \| \| \| \| Comastoma \| \| \| \| |
|  |                                                            |
|  | Lomatogonium                                               |
|  |                                                            |
|  | Comastoma                                                  |
|  |                                                            |

|  | Lomatogonium |
|  |              |
|  | Comastoma    |
|  |              |

Lista gatunków

## Ochrona
W Polsce wszystkie gatunki goryczki występujące dziko objęte są ochroną gatunkową.

## Zastosowanie
Wiele gatunków jest uprawianych jako rośliny ozdobne. Niektóre gatunki mają własności lecznicze. Za odkrywcę leczniczych właściwości wyciągu z goryczki górskiej uznaje się Gentiosa, króla Ilirii.
Gatunki uprawiane
- goryczka alpejska Gentiana alpina Vill.
- goryczka bezłodygowa Gentiana acaulis L.
- goryczka Bursera Gentiana burseri Lapeyr.
- goryczka biała Gentiana alba Muhl.
- goryczka dahurska Gentiana dahurica Fisch.
- goryczka drewniejąca Gentiana dendrologi C.Marquand
- goryczka drobnolistna Gentiana angustifolia Vill.
- goryczka Farrera Gentiana lawrencei Burkill
- goryczka kaszmirska Gentiana cachemirica Decne.
- goryczka lagodechijska Gentiana lagodechiana Grossh.
- goryczka Makino'ego Gentiana makinoi Kusn.
- goryczka Newberryego Gentiana newberryi A.Gray
- goryczka odporna Gentiana gelida Bieb.
- goryczka Oliviera Gentiana olivieri Griseb.
- goryczka osobliwa Gentiana paradoxa Albov
- goryczka pannońska Gentiana pannonica Scop.
- goryczka Parryego Gentiana parryi Engelm.
- goryczka paskowana Gentiana sino-ornata Balf.f.
- goryczka purpurowa Gentiana purpurea L.
- goryczka rozesłana Gentiana decumbens L.f.
- goryczka rurkowata Gentiana siphonantha Maxim. ex Kusn.
- goryczka siedmiodzielna Gentiana septemfida Pall.
- goryczka stożkowata Gentiana obconica T.N.Ho
- goryczka szczecinkowata Gentiana setigera A.Gray
- goryczka szerokokielichowa Gentiana prolata Balf.f.
- goryczka szorstka Gentiana scabra Bunge
- goryczka trójkwiatowa Gentiana triflora Pall.
- goryczka tybetańska Gentiana tibetica King
- goryczka Walujewa Gentiana walujewii Regel & Schmalh.
- goryczka wielkolistna Gentiana macrophylla Pall.
- goryczka zachodnia Gentiana occidentalis Jakow.
- goryczka żółta Gentiana lutea L.